# 坐檯小姐
陪侍公關是指在夜總會（台灣稱酒店）等各類行業陪侍客人的服務生。

## 各地陪侍公關
依照工作地方／所在地區不同，此一職業名稱各異，依店家的不同，服務項目也不同。

### 臺灣
陪侍公關稱為酒店公關、酒店小姐，依店家及服務性質的不同，甚至有的被稱為領檯。而在舞廳從業的陪侍公關，又被稱為舞小姐。

### 中國大陸
又稱陪酒小姐、陪酒女郎、伴舞女郎、女伴唱等，在中國大陸90年代产生了三陪小姐、三陪女郎或簡稱三陪（陪酒、陪洗浴，陪睡）这样的俗称。

### 香港
在香港，她們的正式職銜是夜總會女公關，俗稱舞小姐、舞女等。在香港會把提供性服務的坐檯小姐俗稱為木魚，不提供性服務的則俗稱為金魚，源自粵語俗稱性交為「扑嘢」，而「扑」本意是擊打，木魚是可以「扑」的而金魚是不能「扑」的。

### 日本
日本稱坐檯小姐為俱樂部孃（キャバ嬢）。她們的主要工作是陪客人唱歌、跳舞、喝酒、聊天等，雖然一般不可以提供性服務，但容許客人稍微撫摸身體或親吻臉頰。少數知名的俱樂部孃在當地社會上會有相當地位，除了一些有機會進入演藝圈外，更有人獲委任為市觀光大使和成為暢銷書作者的特殊情況。

#### 日本著名女公關
- 愛澤繪美里

## 相關影視作品
- 孃王
- 筆談女公關
- 城中姊妹花